# Боасјер (Еро)
Боасјер (фр. Boissière) је насеље и општина у јужној Француској у региону Лангдок-Русијон, у департману Еро која припада префектури Монпелије.
По подацима из 2011. године у општини је живело 932 становника, а густина насељености је износила 38,12 становника/km². Општина се простире на површини од 24,45 km². Налази се на средњој надморској висини од 138 метара (максималној 367 m, а минималној 136 m).

## Демографија
| 1962. | 1968. | 1975. | 1982. | 1990. | 1999. | 2011. |
| ----- | ----- | ----- | ----- | ----- | ----- | ----- |
| 215   | 221   | 253   | 404   | 594   | 718   | 932   |

График промене броја становника у току последњих година